# Acțiunea Stejar

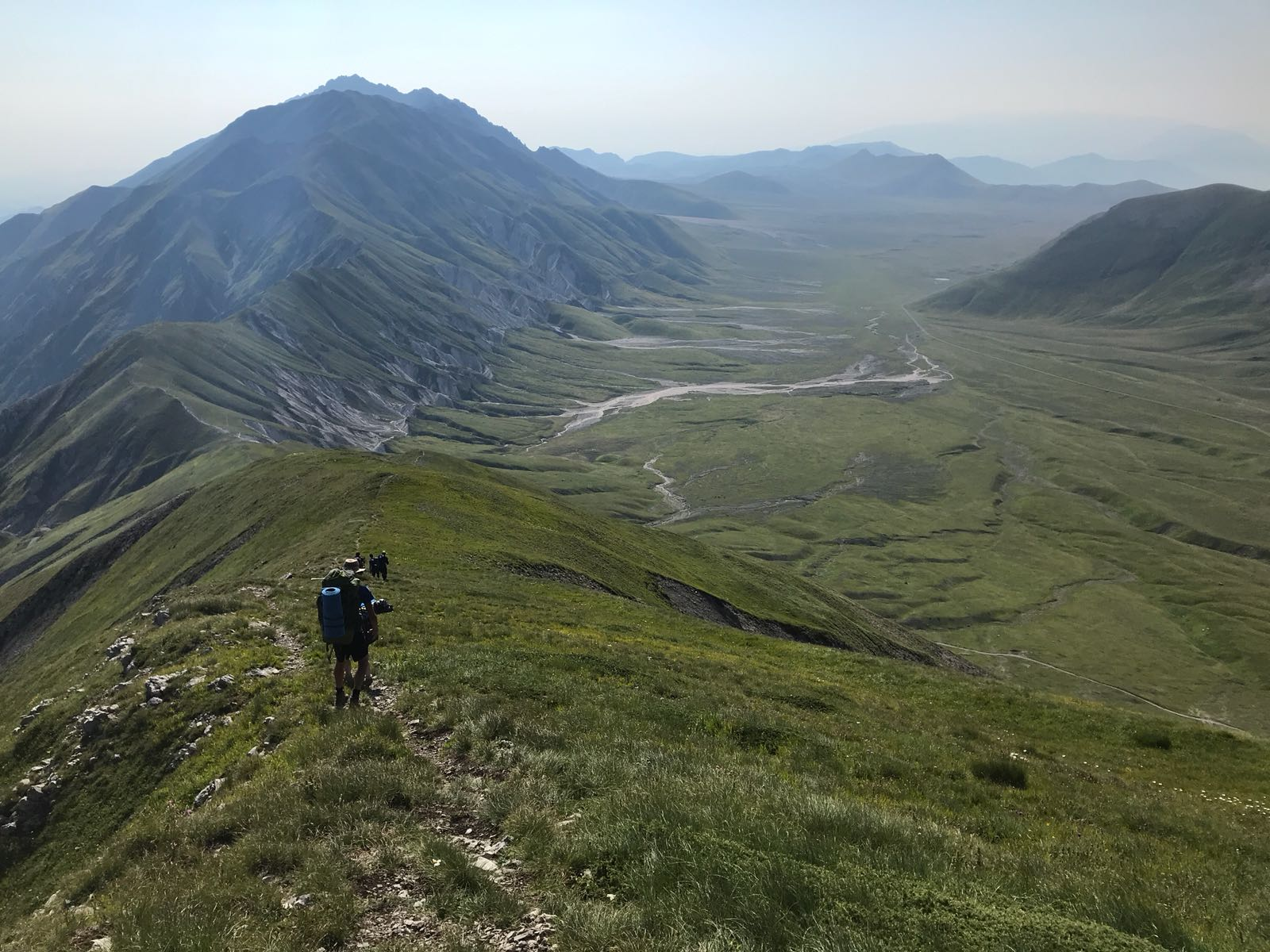
Platoul Campo Imperatore

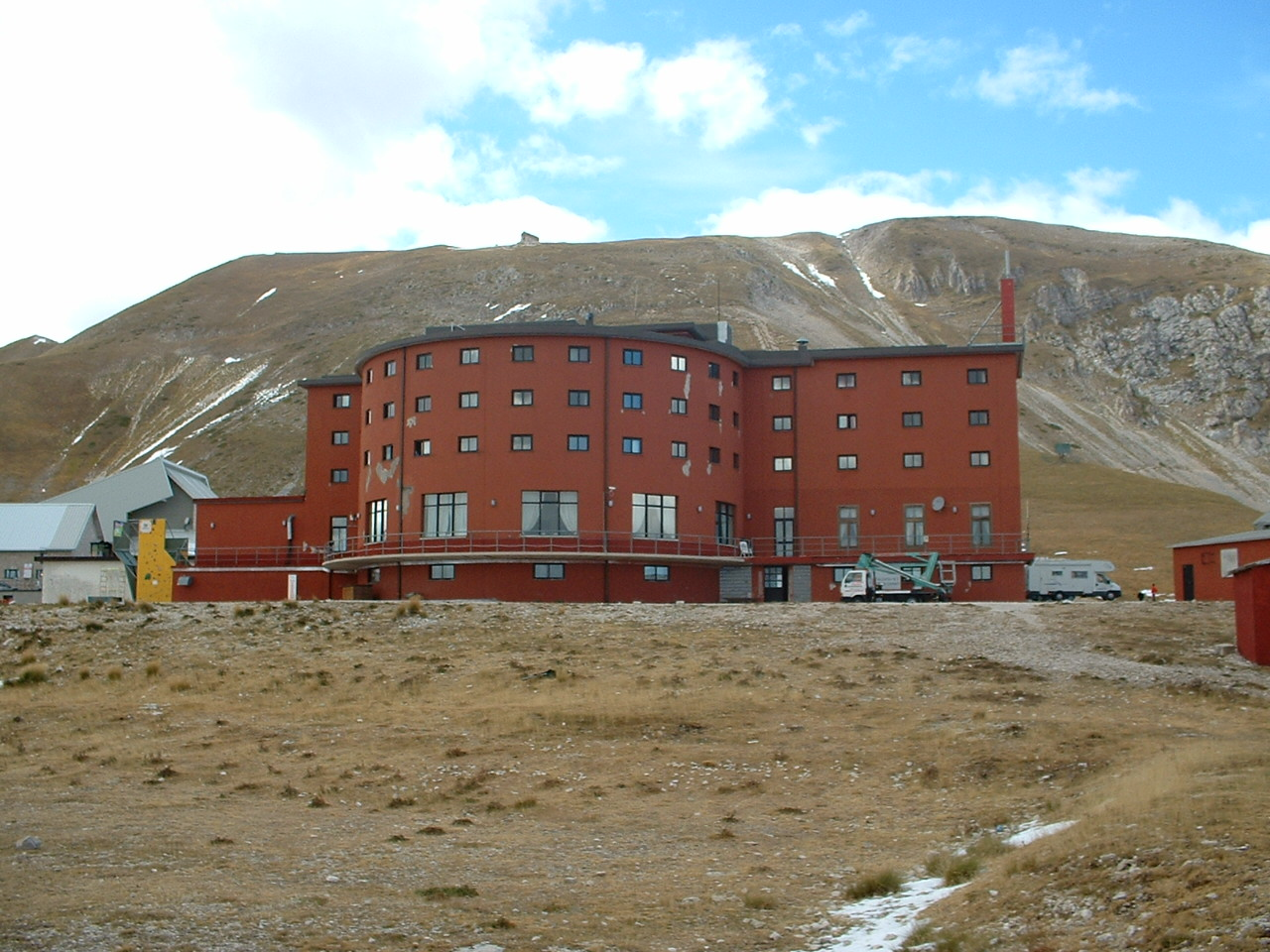
Hotelul unde a fost ținut prizonier ducele

Acțiunea Stejar a fost numele unei acțiuni militare din data de 12 septembrie 1943, întreprinsă cu succes de o trupă de elită SS pentru eliberarea dictatorului Benito Mussolini, care era ținut prizonier în masivul muntos Gran Sasso, platoul Campo Imperatore, într-un hotel cu același nume.

## Desfășurarea acțiunii
După ce trupele aliate au debarcat în Italia, guvernul italian îl învinuiește pe Mussolini de a fi luat unele hotărâri greșite. Regele Italiei, Victor Emanuel III, ordonă arestarea dictatorului care va fi dus în secret în locuri diferite, ca în final să ajungă pe platoul Campo Imperatore. Hitler trimite o trupă SS pentru a elibera nevătămat ducele, trupă în care se afla și Otto Skorzeny. Comanda trupei SS a preluat-o generalul locotenent Kurt Student care începe acțiunea de căutare a lui Mussolini. În final pe Campo Imperatore se va localiza ascunzătoarea, iar la 12 septembrie 1943 s-a întreprins o acțiune spectaculoasă de eliberare a dictatorului prin lansarea unei grupe mici de parașutiști sub comanda maiorului Harald Mors. Trupa de pază era mai numeroasă decât grupa SS, însă va fi surprinsă de iuțeala acțiunii, ducele fiind eliberat nevătămat. Această acțiune militară reușită a fost folosită ca propagandă fascistă din aceea perioadă. Mussolini va fi dus la Berlin pentru a fi prezentat lui Adolf Hitler care-l va numi pe duce, șeful Republicii Sociale Italiene.